# Nesomantis thomasseti
Nesomantis thomasseti (tên tiếng Anh: Thomasset's Seychelles Frog) là một loài ếch trong họ Sooglossidae. Nó là đại diện duy nhất của chi Nesomantis. Chúng là loài đặc hữu của Seychelles.
Các môi trường sống tự nhiên của chúng là các khu rừng ẩm ướt đất thấp nhiệt đới hoặc cận nhiệt đới, các khu rừng vùng núi ẩm nhiệt đới hoặc cận nhiệt đới, sông, và sông có nước theo mùa. Loài này đang bị đe dọa do mất môi trường sống.